# Reinhard Burits
Reinhard Burits (* 8. Jänner 1976 in Eisenerz; † 16. Jänner 2022) war ein österreichischer Fußballspieler und -trainer, der nach seiner aktiven Karriere auch als Mental- und Bewusstseinstrainer bzw. Yogalehrer tätig war. Weiters betrieb er eine Praxis für Kinesiologie, veranstaltete Feuerläufe und war als Sprecher, Seminarleiter, Ausbildner, Outdoorguide, Mentor und Coach tätig.

## Leben und Wirken

### Zwischen Obersteiermark und Oberösterreich
Reinhard Burits als Sohn von Hermine und Fritz Burits in Eisenerz in der Steiermark geboren, wo er auch aufwuchs und die Schule besuchte. Kurz nach seinem siebenten Geburtstag wurde er beim WSV Eisenerz als Fußballspieler angemeldet und durchlief hier – unter anderem an der Seite seines älteren Bruders Gerhard – sämtliche Spielklassen, ehe er im Sommer 1991 auf Kooperationsbasis zum nahegelegenen DSV Leoben kam und nach einem halben Jahr wieder nach Eisenerz zurückkehrte. Dort trat er weiterhin in der Jugend in Erscheinung und schaffte spätestens in der Saison 1993/94 den Sprung in die Herrenmannschaft des Klubs, die zu dieser Zeit im tief unterklassigen Fußball angesiedelt war. Danach begann Burits Karriere als sogenannter Wandervogel, die ihn in den folgenden 15 Jahren als Spieler zu 14 verschiedenen Vereinen führte. Nach einer Saison in Eisenerz kam er so im Sommer 1994 aufgrund der Nähe zum VÖEST-Konzern in Donawitz zum lange Zeit von der VÖEST gesponserten FC Linz in die oberösterreichische Landeshauptstadt. Der Klub spielte in dieser Zeit in der 2. Division der Bundesliga, der zweithöchsten Fußballliga Österreichs, und hatte es erst in der vorangegangenen Spielzeit bis ins Finale des ÖFB-Cups gebracht. Nach nur einer Spielzeit in Linz kehrte Burits wieder zu seinem Heimatklub nach Eisenerz zurück und verbrachte dort eine weitere Saison, ehe er sich dem damaligen Landesligisten SC Bruck/Mur anschloss. Mit den Bruckern erreichte er am Saisonende den dritten Tabellenplatz und damit die beste Platzierung seit Jahrzehnten.
Nach den Erfolgen in Bruck wechselte der mittlerweile 21-jährige Angriffsspieler im Juli 1997 ein weiteres Mal nach Oberösterreich zum finanziell schwer angeschlagenen SK Vorwärts Steyr. In 19 bzw. 20 Meisterschaftseinsätzen in der österreichischen Zweitklassigkeit brachte er es vier Mal zum Torerfolg und konnte sich mit der Mannschaft am Saisonende mit vier Punkten Vorsprung auf den nächsten Verfolger, dem SV Spittal/Drau, den Meistertitel und damit den Aufstieg in die österreichische Bundesliga sichern. Hinzu kamen noch zwei Einsätze im ÖFB-Cup 1997/98, in denen ihm im Drittrundenspiel gegen den SV Lendorf auch ein Treffer gelang. Mit der Mannschaft schied er daraufhin im Elfmeterschießen des Achtelfinales gegen den SV Austria Salzburg aus. Den neuerlichen Abstieg in die Zweitklassigkeit und das Konkursverfahren musste Burits nicht mehr miterleben und wechselte nach nur einer Saison in Steyr zum Regionalligisten FC Waidhofen/Ybbs. Dort erzielte er bei seinem Einstandspiel, einem 1:1-Auswärtsremis gegen den SC Himberg, sein erstes Tor und traf nur zwei Runden später bereits erstmals im Doppelpack.

### Rückkehr in die Steiermark und neuerliche Engagements in Ober- und Niederösterreich
Noch in der Winterpause 1998/99 kehrte Burits wieder in sein Heimatbundesland zurück und wurde ein Spieler des damaligen Regionalligisten FC Gratkorn und kam dort in den folgenden zweieinhalb Jahren als Stammkraft zum Einsatz. Auf einen vierten Tabellenplatz in der Saison 1998/99 folgte ein sechster Platz Österreichische Fußballmeisterschaft 1999/2000 sowie Rang 5 in der darauffolgenden Spielzeit 2000/01. Innerhalb der Liga wechselte er daraufhin im Sommer 2001 zum FC Blau-Weiß Linz, der in der vorangegangenen Spielzeit erstmals in der Regionalliga Mitte vertreten war und diese Spielzeit mit drei Punkten weniger als die Gratkorner abgeschlossen hatte. Sieben Jahre nach seinem letztmaligen Engagement in Linz wurde Burits mit den Blau-Weißen am Ende der Saison 2001/02 Vizemeister der Regionalliga Mitte. Danach ging es für eine Saison ging es für ihn nach Kärnten zum SV Spittal/Drau, mit dem er es im Endklassement der Spielzeit 2002/03 auf einen Platz im Tabellenmittelfeld brachte.
Eine Spielklasse tiefer wechselte Burits daraufhin 2003/04, als er sich einem oberösterreichischen Landesligisten, der in diesem Jahr gegründeten Spielgemeinschaft zwischen der zweiten Mannschaft des ASKÖ Pasching und dem SK St. Magdalena, anschloss. Die neugeformte Mannschaft wurde auf Anhieb Landesmeister und stieg umgehend in die österreichische Drittklassigkeit auf. Diesen Schritt ging der Stürmer jedoch nicht mehr mit der Mannschaft, sondern wechselte während der bereits laufenden Saison 2004/05 Ende August bzw. Anfang September 2004 überraschend in den Profifußball zum in der zweitklassigen Ersten Liga vertretenen SC Untersiebenbrunn, der in dieser Zeit als SC Interwetten.com in Erscheinung trat. Bei den Niederösterreichern feierte er am 10. September 2004 bei einer 1:3-Heimniederlage gegen die Kapfenberger SV seine Rückkehr in den Profifußball und konnte bereits im darauffolgenden Spiel, einer 1:2-Auswärtsniederlage gegen den SCR Altach, seinen ersten Pflichtspieltreffer für die Untersiebenbrunner verzeichnen. In der Folgezeit blieben Einsätze des teils angeschlagenen Steirers weitestgehend aus; erst zwei Monate später kam der mittlerweile 28-Jährige wieder zu regelmäßigen Einsätzen in der zweithöchsten Spielklasse des Landes. Als der Senat 5 der Bundesliga dem SC Untersiebenbrunn die Lizenz für die Folgesaison verweigert und den Klub in die dritte Leistungsstufe, die Regionalliga Ost, zurückversetzt hatte, kehrte Burits dem Klub im Sommer 2005 den Rücken und schloss sich dem gerade aufstrebenden ASK Schwadorf an.

### Über Niederösterreich und Tirol zurück nach Oberösterreich
Die Schwadorfer hatten es in den frühen 2000er Jahren binnen kürzester Zeit von der Unterklassigkeit bis in den Profifußball geschafft; Burits kam genau während dieser Zeit in die Mannschaft. Der von Richard Trenkwalder geleitete Klub spielte zu dieser Zeit in der 1. Niederösterreichischen Landesliga und schaffte noch 2005/06 den Meistertitel, sowie den Aufstieg in die nächsthöhere Spielklasse. Davor wurde Burits jedoch bereits in der Winterpause 2005/06 vom Zweitligisten FC Kufstein für ein halbes Jahr – bis Saisonende – unter Vertrag genommen, kam ab Mitte März nur zu sechs Zweitligaeinsätzen und blieb torlos. Nach dem Abstieg des FC Kufstein verließ er den Klub und ließ seine Karriere im oberösterreichischen Amateurbereich ausklingen. Bei der Union St. Florian in der Regionalliga Mitte gab der Stürmer sein Debüt im ersten Saisonspiel, musste jedoch in diesem verletzungsbedingt ausgewechselt werden und kehrte erst nach knapp dreimonatiger Verletzungspause Ende Oktober 2006 wieder in den Kader zurück. Zumeist wurde er in der Folgezeit nur von der Ersatzbank aus eingesetzt und kam auch zu einigen Einsätzen für die zweite Herrenmannschaft des Klubs mit Spielbetrieb in der siebentklassigen 1. Klasse Mitte. Während er mit der zweiten Mannschaft am Saisonende überlegen Meister wurde und den Aufstieg in die sechstklassige Bezirksliga Süd schaffte, gelang ihm mit der ersten Kampfmannschaft in der teils recht dicht gestaffelten Endtabelle gerade noch der Klassenerhalt. Als Stammkraft des Regionalligateams startete Burits daraufhin in die Spielzeit 2007/08, wobei er bis zur Winterpause in 14 von 15 möglich gewesenen Ligapartien in der Startformation stand und hiervon nahezu jedes Match über die volle Spieldauer am Rasen war. Bei seinen 14 Einsätzen gelangen ihm sechs Treffer, womit er zu diesem Zeitpunkt hinter Safak Ileli der zweitbeste Torschütze in dieser Saison im Kader war.
Nachdem er in der Vorbereitung auf das Frühjahr noch für den Klub zum Einsatz gekommen war, verließ er den Klub noch in der Winterpause und war danach ein Jahr lang vereinslos, ehe er sich dem Viertligisten SV Sierning anschloss. Beim oberösterreichischen Landesligisten kam er im Frühjahr 2009 in zwölf Meisterschaftsspielen zum Einsatz und erzielte dabei fünf Treffer. Nach Saisonende wechselte er eine Spielklasse tiefer zum UFC Eferding in der fünftklassigen Landesliga West. Beim Klub aus dem Hausruckviertel kam er binnen etwas mehr als zwei Monaten in sieben Ligaspielen zum Einsatz, schoss dabei zwei Tore und absolvierte weitere zwei Partien im oberösterreichischen Landescup, in dem die Mannschaft jedoch bereits frühzeitig in der zweiten Runde gegen den ASKÖ Donau Linz ausschied. Sein letztes Spiel für den Klub absolvierte er am 3. Oktober 2009 bei einem 3:0-Heimerfolg über den FC Andorf, bei dem er über die vollen 90 Minuten auf dem Spielfeld war und in Minute 76 den Treffer zur 2:0-Führung erzielte. Danach beendete der gebürtige Steirer seine Karriere als aktiver Fußballspieler und widmete sich vermehrt anderen beruflichen Tätigkeiten, wie etwa seiner in diesem Jahr aufgenommenen Trainertätigkeit.

### Beginn der Trainerlaufbahn und andere berufliche Tätigkeiten
So wurde er etwa bereits kurz vor seinem offiziellen Karriereende im September 2009 unter dem Ex-Profi Günter Zeller Co-Trainer der zweiten Mannschaft des Linzer ASK. In dieser Funktion blieb auch tätig, als Zeller im Jänner 2010 durch Toni Polster, der ab dieser Zeit auch Berater beim LASK war, ersetzt wurde. Auch Burits war seit seiner Verpflichtung im Herbst 2009 als Betreuer beim Profiteam tätig. Seine Zeit in der Landeshauptstadt Ende nach etwas über einem Jahr, im Oktober 2010; nur wenige Wochen, bevor auch Polster das Traineramt räumen musste. Während seiner Zeit in Linz betreute Burits Spieler des LASK und der Fußballakademie Linz im Rahmen des Projekts 12 des ÖFBs als Individualtrainer. Das Projekt wurde einst als Nachfolgeprojekt der 2003 ins Leben gerufenen Challenge 08 eingeführt und dient dem ÖFB als Schlüsselprojekt in der Nachwuchsförderung. Burits Trainerausbildung begann bereits in dessen frühen 20ern, als er im Jahre 1999 den Nachwuchsbetreuerlehrgang absolvierte. 2001 absolvierte er Trainerlehrgänge beim Landesverband und erhielt in weiterer Folge 2004 die UEFA-B-Lizenz, sowie 2006 die UEFA-A-Lizenz. In der Folgezeit nahm er auch regelmäßig an Trainerfortbildungen teil. Im April 2011 trat Burits die Nachfolge des wenige Tage zuvor zurückgetretenen Cheftrainers des FC Wels, dem türkischstämmigen Oberösterreichers Yahya Genc, an. Bis zur Verpflichtung des Steirers hatte der Sportdirektor der Welser, Helmut Kröger, das Traineramt interimistisch übernommen. Bis zum Ende der Saison 2010/11 schaffte er mit der Mannschaft gerade noch den Klassenerhalt in der Regionalliga Mitte, scheiterte jedoch in der darauffolgenden Spielzeit ebenso knapp am Klassenerhalt seiner Mannschaft. Am Ende fehlten zwei Punkte für einen Verbleib in der dritthöchsten Spielklasse des Landes. Doch auch nach dem Abstieg der Welser wurde Burits von der Vereinsführung das Vertrauen geschenkt und er blieb bis zum November 2012 als Trainer tätig. Nachdem Abstieg in die Landesliga tat sich der FC Wels auch hier schwer, sich von den hinteren Tabellenplätzen zu lösen, woraufhin Burits entlassen und durch den mittlerweile 73-jährigen Helmut Kröger ersetzt wurde.
Nach längerer Zeit ohne Verein löste Burits im Sommer 2014 Michael Angerschmid als Trainer der Union St. Florian ab. Nahezu zeitgleich wurde Tino Wawra als Co-Trainer ins Team geholt. Aufgrund schlechter Ergebnisse – die Mannschaft war stets in den Abstiegskampf verwickelt und konnte sich kaum von den hinteren Tabellenplätzen lösen – musste Burits bereits im Dezember 2014 das Traineramt räumen. Stattdessen kümmerte er sich vermehrt um seine Tätigkeiten als Sprecher, Seminarleiter, Ausbildner, Outdoorguide, Mentaltrainer, Mentor und Coach. Bereits während seiner Karriere als Fußballtrainer veranstaltete er Feuerläufe, die er auch als Teambuilding-Einheiten in seine Trainertätigkeit integrierte. Bereits im Jahr 2000 hatte Burits beschlossen eine Ausbildung zum Heilmasseur und Heilbademeister zu machen und kam 2005 zum ersten Mal mit Mentaltraining in Berührung. Seine Motivations- und Bewusstseinsseminare mit Feuerlauf leitete er daraufhin ab 2011. Nach einer Nahtoderfahrung im Jahr 2016 hatte sich seine Haltung zum Leben und auch die Tiefe seiner Arbeit noch einmal stark intensiviert. In ebendiesem Jahr hatte er auch wieder ein Traineramt übernommen und wurde im März 2016 als Trainer der Union Pucking mit Spielbetrieb in der siebentklassigen 1. Klasse Mitte vorgestellt. Mit der Mannschaft beendete er die Saison 2015/16 auf Rang 4 und blieb auch in der darauffolgenden Spielzeit Trainer der Mannschaft. Nach einem fünften Platz in der Saison 2016/17 beendete Burits sein Engagement mit dem Klub, was auch seine letzte Trainertätigkeit im Fußballbereich war. Danach konzentrierte er sich vorrangig auf seine anderen Aufgaben. Des Weiteren war in den Jahren 2014 bis 2017 Regionalliga-Experte auf Ligaportal.at und trat darüber hinaus auch einige Jahre als Analyst bei anderen Fußballspielen für diese Plattform in Erscheinung. 2019 gründete er mit seiner Ehefrau die „Jaw Yoga Academy“, bei der der Schwerpunkt auf der ganzheitlichen Kiefergesundheit liegt. Zusammen mit seiner Partnerin gründete er auch ein Konzept zum natürlichen Schnarchfreiwerden, das unter anderem im Jahr 2017 als KIEFERFREI auch in der Fernsehsendung 2 Minuten 2 Millionen auf Puls 4 vorgestellt wurde.

## Erfolge

### Vereinserfolge
mit dem SK Vorwärts Steyr
- Meister der 2. Division der Bundesliga und Aufstieg in die Bundesliga: 1997/98

mit dem FC Blau-Weiß Linz
- Vizemeister der Regionalliga Mitte: 2001/02

mit der SG ASKÖ Pasching II/SK St. Magdalena
- Meister der Oberösterreichischen Landesliga und Aufstieg in die Regionalliga Mitte: 2003/04

mit dem ASK Schwadorf
- Meister der 1. Niederösterreichischen Landesliga und Aufstieg in die Regionalliga Ost: 2005/06 (Abgang von Burits in der Winterpause)

mit Union St. Florian II
- Meister der 1. Klasse Mitte und Aufstieg in die Bezirksliga Süd: 2006/07

## Privates
Reinhard Burits war seit 2019 verheiratet und seit ebendiesem Jahr Vater einer Tochter. Zuletzt lebte er mit seiner Familie in Windhaag bei Perg.
Am 16. Jänner 2022, acht Tage nach seinem 46. Geburtstag, starb Burits an den Folgen eines Hirntumors. Die Verabschiedung von Reinhard Burits fand am 21. Jänner 2022 am Friedhof in Behamberg statt.
Knapp ein Jahr nach seinem Tod fand am 14. Jänner 2023 das Benefizspiel In Memoriam Reinhard Burits zwischen dem Bundesligisten LASK und dem Zweitligisten SK Vorwärts Steyr statt.